# Nymphomanie
Die Nymphomanie (von altgriechisch νύμφη nýmphē, deutsch ‚Braut‘ sowie μανία manía, deutsch ‚Wahnsinn‘, ‚Raserei‘; siehe auch Nymphen) ist die Bezeichnung für gesteigertes Verlangen von Frauen nach Geschlechtsverkehr. Von Nymphomanie spricht man in der Regel jedoch nur, wenn der Wunsch nach Sexualität mit Promiskuität, also häufigem Partnerwechsel, einhergeht.
Bei Männern wird dieses Phänomen als Satyriasis (nach dem griechischen Satyr, dem männlichen Gegenpol zur Nymphe, häufig ithyphallisch dargestellt) oder „Donjuanismus“ bezeichnet. Wissenschaftlich gilt der Begriff Nymphomanie als veraltet. Als Synonym wird auch „Klitoromanie“ verwendet, ein extrem übersteigertes nymphomanes Verhalten auch als „Metromanie“ bezeichnet, während als geschlechtsneutraler Begriff auch „Erotomanie“ Verwendung findet.

## Begriffsproblem
Der Begriff Nymphomanie bzw. Nymphomane oder Nymphomanin wird heute in der Regel als abwertende Beschreibung gebraucht und ist von kulturellen Wertvorstellungen und Sitten, insbesondere von der aktuellen, historisch wandelbaren Sexualmoral abhängig. Fraglich ist, welches Sexualverhalten als „normal“ und welches als „gesteigert“ angesehen werden soll.
Der Begriff der Nymphomanie wird in der humanmedizinischen Fachliteratur kaum verwendet, wobei auch neutralere Begriffe wie Hypersexualität aufgrund der inhaltlichen Problematik umstritten sind.
In der Tiermedizin ist der Begriff nach wie vor gebräuchlich und bezeichnet ein Symptom bei verschiedenen Störungen der Eierstockfunktion.

## Geschichte
Das Fachwort Nymphomanie für ‘Mannstollheit’ entstand im 19. Jahrhundert, der medizinisch-lateinische Terminus nymphomania wurde erstmals um 1700 verwendet. Die Wortverlaufskurve im DWDS (Digitales Wörterbuch der deutschen Sprache) zeigt ein Maximum der Häufigkeit des schriftlichen Gebrauchs des Wortes Nymphomanie um 1977. Zitat des DWDS: „Im medizinischen Bereich gilt es heute für eine Phase des manisch-depressiven Irreseins.“

### Humanmedizin
In der Antike war der Begriff der Nymphomanie anders belegt. Der älteste schriftliche Nachweis findet sich auf einer Tafel aus der Grotte Melissani auf Kefalonia aus dem 3. Jahrhundert vor Christus, einer antiken Kultstätte des Hirtengottes Pan.
Heinrich Gustav Flörke schrieb um 1810: „Liebeswuth, eine weibliche Krankheit, die in geringerem Grade Liebesfieber, in ihrer höchsten Stufe auch Nymphomanie, so wie Mutterwuth genannt wird. Sie überfällt zuweilen mannbare Mädchen, die in eine Mannsperson sehr verliebt sind, aber zum näheren Umgange mit derselben keine Gelegenheit finden; oder die sich überhaupt vergebens nach der Befriedigung des Geschlechtstriebes sehnen. Auch verführte Mädchen und junge Wittwen überfällt sie, wenn diese einige Zeit hindurch an Genüsse gewöhnt wurden, die sie hernach entbehren und sich nur durch die Einbildungskraft oft und stark vergegenwärtigen. Ja so gar verheirathete Frauen sind derselben zuweilen ausgesetzt, wenn ihr Temperament eine stärkere Befriedigung verlangt, als ihnen in ihrer Lage zu Theil wird.“
Eine sehr viel ausführlichere Darstellung (59 Seiten, mit zahlreichen Kasuistiken und Therapieempfehlungen) der Nymphomania oder Mutterwuth findet sich 1841 im Encyclopädischen Wörterbuch der medicinischen Wissenschaften. Drei Jahre später beschreibt Ludwig August Kraus die Nymphomania als Hysteromania (Mutterwuth) und erinnert an die synonyme Bezeichnung Oestromania von Hippokrates.
Das Deutsche Wörterbuch der Brüder Grimm erklärte 1889 die Nymphomanie als Mannsucht oder Liebeswut, unabhängig vom Geschlecht des Betroffenen. Vier Jahre später definierte Otto Dornblüth 1893: „Anhaltende geschlechtliche Erregung bei (schwachsinnigen oder blödsinnigen oder an akuter Manie leidenden) weiblichen Irren.“
Das Reallexikon der Medizin und ihrer Grenzgebiete definierte die Nymphomanie 1973 noch als „Kyteromanie, Andromanie, Metromanie, Furor uterinus, Mannstollheit: krankhaft gesteigerter heterosexueller Geschlechtstrieb bei Frauen, entweder als Symptom einer psychischen Krankheit (Manie) oder als Ausdruck einer neurotischen Fehlentwicklung (der Satyriasis des Mannes entsprechend).“ Ähnlich erklärte Friedrich Dorsch noch 1992 nur knapp: „Nymphomanie, auch Hysteromanie, Andromanie, Mannstollheit.“
Willibald Pschyrembels Wörterbuch definiert die Nymphomanie 2023 als „veraltete und wegen fehlender objektiver Kriterien umstrittene Bezeichnung für gesteigertes sexuelles Verlangen bei Frauen.“ Der aktuelle Medizin-Duden verzichtet auf den Hinweis der Ungebräuchlichkeit: „Nymphomanie ist der krankhaft gesteigerte Wunsch nach Sexualität bei Frauen.“
In der DDR beschrieb man die „Nymphomanie [als ein] abnorm übersteigertes sexuelles Verlangen der Frau. Sie kann Symptom einer Manie oder Neurose sein.“

### Tiermedizin
Johann Georg Krünitz begrenzte den Begriff der Nymphomanie (zwischen 1800 und 1813) ausschließlich auf die Veterinärmedizin, wenn er schreibt: „Bey den Thieren weiblichen Geschlechts bemerkt man dieses Uebel auch bisweilen, wenn sie nicht begattet werden, und es besteht in einer ganz besonderen Geilheit, die in verschiedene andere Krankheiten, ja selbst Raserey übergeht. Es entsteht von einem vermehrten Zuflusse des Blutes nach den Geburtstheilen, von Unterdrückung der Begattung, von harntreibenden Mitteln, und dergleichen.“ Die Nymphomanie bei Menschen nannte er Liebeswuth. Bei Rindern wird auch der Begriff „Stiersucht“ verwendet.

## Psychologische Dimension
Trotz der kulturellen Relativität des Begriffs verweist das, was man mit Nymphomanie zu bezeichnen versucht, zumindest in einigen Fällen tatsächlich auf psychische Probleme der betroffenen Menschen, unter denen diese subjektiv leiden. So ist aus tiefenpsychologischer Sicht eine Fixierung zwischengeschlechtlichen Verhaltens auf die Ebene des Sexuellen oft Ausdruck einer psychisch tief sitzenden Bindungsangst, die in einer auf den sexuellen Aspekt einer Beziehung reduzierten Bindung jenes Bedürfnis nach Nähe auszuleben versucht, das als tiefere partnerschaftliche Bindung vermieden wird. Sexualität wird dann zur Sucht und Ersatzbefriedigung für wirkliche Liebe, vergleichbar mit anderen Süchten wie Alkoholismus oder Drogenkonsum. Psychotherapie kann beitragen, die Ursachen derartigen Suchtverhaltens zu verstehen und therapeutisch zu verändern.
In der Psychiatrie gilt ein übermäßig gesteigerter Geschlechtstrieb als Symptom oder, in der axialen Bewertung im ICD und im DSM-IV, als Indikator für die Diagnose verschiedener Persönlichkeitsstörungen. Das „Krankheitsbild Nymphomanie“ ist inzwischen aus dem DSM-IV entfernt, im ICD-10 ist es hingegen aufgeführt.
Im gesellschaftlichen Diskurs ist die Frage des Zusammenhangs zwischen Nymphomanie und psychischer Störung umstritten und oft Ausdruck unterschiedlicher moralischer Wertvorstellungen. So neigen konservative Menschen eher dazu, hier einen Zusammenhang zu sehen, während liberal eingestellte Menschen Nymphomanie mitunter als Ausdruck von Emanzipation interpretieren.

## Kommerzialisierung
Im Bereich der Prostitution und Pornografie wird der Begriff als eine Art Aushängeschild benutzt. Prostituierte bezeichnen sich in Inseraten oft ausdrücklich als nymphoman, auch Anzeigen für Telefonsex beziehen sich oft wörtlich oder sinngemäß auf diesen Begriff. In Illustrierten und im Internet werden zahlreiche – angeblich – sexhungrige Frauen vorgestellt.

## Therapie
Früher wurden Menschen und Tiere zum Beispiel mit Aderlässen behandelt, wenn häufigere Kopulationen nicht halfen oder verboten, kontraindiziert oder unzweckmäßig waren.

## Trivia
- Die Spielfilme Vögel sterben in Peru und Black Snake Moan haben unter anderem Nymphomanie zum Thema.
- Das Filmdrama Nymphomaniac erzählt die Lebensbeichte einer nymphomanen Frau.